# Guido Mannari
Guido Mannari, znany także jako Vincent Mannari Jr. (ur. 13 grudnia 1944 w Rosignano Marittimo, zm. 10 lipca 1988 tamże) – włoski aktor filmowy i telewizyjny.
Pochodził z Sycylii. Urodził się w Rosignano Marittimo. Był piłkarzem, zanim zadebiutował na ekranie jako mechanik w dramacie L'assoluto naturale (1969) u boku Laurence’a Harveya, Sylvi Kosciny i Felicity Mason. 
W latach 70. i 80. zagrał wiele czołowych ról w dziesiątkach filmów policyjnych i erotycznych, w tym w filmie Piera Paolo Pasoliniego Dekameron (Il Decameron, 1971), ale jego kariera ograniczała się głównie do tradycyjnych ról pięknego uwodziciela. Stał się znany z roli prefekta Makrona w filmie Kaligula (Caligula, 1979). Był jednym z ulubionych wykonawców reżysera Joe D'Amato. W latach 70. pozował nago w sesji dla czasopisma Libera (wydanego przez tego samego wydawcę Playmana). 
Był w związku z Liz Taylor.
Guido Mannari zmarł 10 sierpnia 1988 roku na atak serca. 

## Wybrana filmografia
- 1969: L'assoluto naturale jako mechanik
- 1971: Dekameron (Il Decameron)
- 1973: Storia de fratelli e de cortelli jako Gigi Romagnoli
- 1973: Blu Gang - vissero per sempre felici e ammazzati jako Johnny Blue
- 1973: Number one jako Massimo
- 1974: Identikit jako Carlo
- 1975: Giubbe rosse / Red Coats jako Cariboo
- 1979: Kaligula (Caligula) jako Makron